# Graškasta kost
Graškasta kost (lat. os pisiforme) je kost nalik na zrno graška, koja se nalazi u proksimalnom redu kosti pešća, smještena najmedijalnije. 
Graškasta kost uzglobljena je samo s trokutastom kosti. 